# Roberto Rive

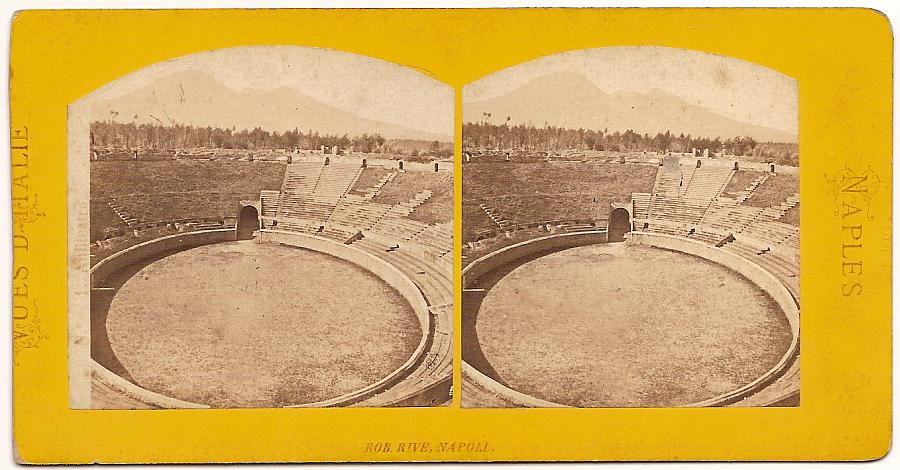
R. Rive:Stereoskopische Aufnahme des Amphitheaters von Pompei

Roberto Rive war ein etwa 1860 bis 1889 in Italien tätiger Fotograf wahrscheinlich britischer Herkunft. Seine genauen Lebensdaten sind unbekannt.
Robert Rive arbeitete als Landschafts- und Porträtfotograf in Neapel. Nach einigen Jahren italianisierte er seinen Vornamen. Er nahm an der Weltausstellung Paris 1867 teil. Sein Atelier produzierte topographische Serien über Neapel, Pompei, Sorrent, Capri, Amalfi, Sizilien aber auch über nord- und mittelitalienische Motive.